# Сферическая подсистема Галактики
Сферическая подсистема Галактики — составляющая нашей Галактики и других галактик, имеющая приблизительно сферическую симметрию и быстрое (по сравнению с плоской подсистемой) увеличение плотности к центру. Звёздная часть сферической подсистемы состоит из объектов населения II (шаровых скоплений, субкарликов, короткопериодических цефеид) большого возраста и малой металличности, возникших на ранних стадиях эволюции Галактики. Сферическая подсистема содержит приблизительно столько же звёзд, сколько и диск Галактики. Газ практически отсутствует, поскольку газовые облака, в отличие от звёзд, достаточно эффективно взаимодействуют, сталкиваясь и теряя кинетическую энергию; ещё на ранних стадиях эволюции Галактики они осели к плоскости диска. Наиболее плотная часть сферической подсистемы в центре Галактики — балдж, окружающий ядро Галактики. Основную часть массы сферической подсистемы составляет невидимое гало из тёмной материи.